# 권중광
권중광(1944년 8월 20일 ~ )은 대한민국의 정치인이다. 제6대 인천 서구청장을 역임했다. 계양국민학교, 김포중학교, 인천고등학교를 졸업하였다.

## 전과
- 근로기준법위반: 벌금 2,000,000원 - 2010년 11월 15일 선고[1]

## 역대 선거 결과
|  | 47.3% |

|  | 38.78% |

|  | 39.70% |

|  | 16.21% |

|  | 15.24% |

|  | 10.12% |

|  | 7.38% |

|  | 3.45% |